# Fatmir Xhafaj
Fatmir Xhafaj (Valona, 17 maggio 1959) è un politico albanese appartenente al Partito Socialista d'Albania.
È stato capo del Comitato Giuridico del Parlamento dell'Albania.

## Biografia
Xhafaj si è laureato in Giurisprudenza e Scienze Politiche al'Università di Tirana nel 1982. Ha poi lavorato ai vertici dell'Organizzazione Giovanile Socialista Albanese dal 1982 al 1986 e per un'Agenzia Legale, in seguito ha fatto parte di una compagnia di consulenza dal 1994 al 1997, ed è stato giudice professionista dal 1999 al 2001 e firmatario della Costituzione dell'Albania.
È membro del Partito Socialista d'Albania dal 1991, ed è stato segretario per le questioni legali del Partito dal 2005 al 2011 e coordinatore fino al 2011. È membro della struttura di vertice del partito dal 2007.
Xhafaj ha fatto anche parte del Parlamento per il Partito Socialista d'Albania, come rappresentante del distretto di Tirana, dalla V alla VIII legislatura (dal 2001).
È stato membro del governo albanese, segretario generale del Consiglio dei ministri dal 1997 al 1999 e ha ricoperto la funzione di ministro del turismo e dell'ambiente nel 2002, ministro della giustizia dal 2003 al 2005. Il 17 giugno 2017 ha assunto l'incarico di ministro degli interni fino al 27 ottobre 2018 quando si e dimesso. Come ministro degli Interni si è fatto conoscere per i suoi sforzi per eliminare la corruzione in seno alla polizia e per alcune operazioni contro il crimine organizzato.